# Zemský okres Sömmerda
Zemský okres Sömmerda (německy Landkreis Sömmerda) je zemský okres v německé spolkové zemi Durynsko. Sídlem správy zemského okresu je město Sömmerda. Má přibližně 71 tisíc obyvatel. 

## Města a obce
Města:
1. Gebesee
2. Kölleda
3. Rastenberg
4. Sömmerda
5. Weißensee

Obce:
1. Alperstedt
2. Andisleben
3. Büchel
4. Buttstädt
5. Eckstedt
6. Ellersleben
7. Elxleben
8. Gangloffsömmern
9. Griefstedt
10. Großmölsen
11. Großneuhausen
12. Großrudestedt
13. Günstedt
14. Haßleben
15. Henschleben
16. Kindelbrück
17. Kleinmölsen
18. Kleinneuhausen
19. Markvippach
20. Nöda
21. Ollendorf
22. Ostramondra
23. Riethgen
24. Riethnordhausen
25. Ringleben
26. Schloßvippach
27. Schwerstedt
28. Sprötau
29. Straußfurt
30. Udestedt
31. Vogelsberg
32. Walschleben
33. Werningshausen
34. Witterda
35. Wundersleben